# Processo a Pier Paolo Pasolini per atti osceni e corruzione di minore
Il Processo a Pier Paolo Pasolini per atti osceni e corruzione di minore è stato un procedimento legale a carico di Pier Paolo Pasolini, nel quale infine uscì assolto, svoltosi tra il 1949 e il 1952.
In un articolo apparso il 31 agosto 1947 sulla rivista La stretta di mano della Società Operaia di Mutuo Soccorso Sanvitese intitolato "Quello lì è il mio padrone", Pasolini così descriveva i giovani contadini friulani:
Il 29 agosto 1949 alla sagra di Santa Sabina a Ramuscello (vicino a Casarsa della Delizia dove Pasolini viveva in quel periodo, lavorando come insegnante a Valvasone) il ventisettenne poeta incontrò un ragazzo di quindici anni e tre cugini, due di sedici anni, il terzo di quindici. Offrì loro dei dolci e propose di accompagnarlo nel prato lì vicino per mangiare dell'uva, lì avvenne che "Pasolini cominciò a baciare uno dei ragazzi mettendogli la lingua in bocca e palpandogli le carni poi, sbottonandosi i pantaloni, scacciava fuori il suo membro, facendosi masturbare fino a lussuria soddisfatta, pagando poi il ragazzo lire 10. Tutto ciò avveniva alla presenza di altri tre minori". Riferimenti a questa vicenda si ritrovano nell'opera autobiografica Amado mio.
I ragazzi in seguito litigarono in pubblico accusandosi l'un l'altro di "aver menato l'uccello a vicenda al Pasolini".
La voce arrivò ai carabinieri della Stazione di Cordovado, competente per il territorio; il brigadiere Luigi Scognamiglio venne a conoscenza di uno scandalo che consisteva che quattro ragazzi minori avevano masturbato un individuo, come scrisse nel rapporto n. 17/75, protocollo v. 3, redatto il 15 ottobre 1949. Durante le dichiarazioni uno dei quattro ragazzi testimoniò di precedenti tentativi di approccio "Pasolini gli aveva proposto di andare al cinema con lui, gli pagava il biglietto d'ingresso, ma conoscendo la malattia del professore, non aveva accettato l'invito, anzi cercò di stargli al largo". La famiglia di Pasolini intervenne e l'avvocato Bruno Brusin convinse le famiglie dei ragazzi a non sporgere denuncia, offrendo 100.000 lire (pari a più di 3.600 euro del 2019, cifra considerevole per una famiglia contadina negli anni precedenti al boom economico) a testa alle famiglie per il danno subito. Ma l'indagine proseguì, condotta dallo Scognamiglio e dall'appuntato Bortolo Menegatto, con l'imputazione di atti osceni in luogo pubblico e di corruzione di minore, essendo uno dei ragazzi minore di sedici anni. Chiamato a deporre, Pasolini affermò che aveva scelto quei ragazzi perché sembravano "meno educati di altri" e:
(dichiarazione di Pasolini raccolta alla stazione dei Carabinieri di Casarsa e verbalizzata il 17 ottobre 1949 alle ore 18.05)
Davanti al pretore dottor Luigi Longo, il 29 novembre vengono raccolte le dichiarazioni dei tre cugini, che ribadirono quanto già dichiarato. Il processo verbale di dibattimento si tenne a porte chiuse nella sala udienze di San Vito al Tagliamento il 28 dicembre, imputati Pasolini e due dei ragazzi sopra i sedici anni, venne stralciata l'accusa di corruzione di minori per mancanza di denuncia e il dibattimento si concentrò sul fatto che gli eventi non si svolsero in un luogo pubblico ma "in un campo nascosto da siepe e da un boschetto d'acacie".
La sentenza di primo grado arrivò nel gennaio 1950: i tre imputati vennero giudicati colpevoli di atti osceni in luogo pubblico, reato previsto dall'art. 527 del Codice penale, e condannati a tre mesi di reclusione ciascuno e al pagamento delle spese processuali; la pena fu interamente condonata per effetto dell'indulto. Per effetto della sentenza, Pasolini fu sospeso dall'insegnamento e il 28 gennaio 1950, partendo alle cinque del mattino dalla stazione di Casarsa, Pasolini fuggì verso Roma con la madre.
Il processo di appello si tenne nell'aprile 1952, e costrinse Pasolini a un ritorno in Friuli. Si stabilì che il prato era proprietà privata e non visibile durante le ore notturne, tutti gli imputati furono perciò assolti.